# Marzano di Nola
Marzano di Nola är en ort och kommun i provinsen Avellino i regionen Kampanien i Italien. Kommunen hade 1 700 invånare (2017).